# Ricardo Medina Jr.
Ricardo Medina Jr. (Contea di Kern, 6 luglio 1977) è un attore statunitense.

## Biografia
Di origini portoricane, è figlio del pugile Ricardo Medina. Ha studiato alla scuola elementare di Rio San Gabriel e ha praticato molti sport, partecipando anche a vari tornei di calcio, hockey e pugilato. È un appassionato di arti marziali fin da quando era bambino.
È conosciuto principalmente per aver interpretato i ruoli di Cole Evans, il "Red Ranger" nella serie televisiva statunitense Power Rangers: Wild Force e di Deker in Power Rangers: Samurai. Nel 2005 ha partecipato al reality show Kept.
Il 1º febbraio 2015 è stato arrestato con l'accusa di aver colpito a morte un suo compagno di stanza con una spada da samurai, in seguito ad una discussione. Inizialmente accusato di omicidio di primo grado, è stato condannato ad una pena di sei anni di carcere per omicidio preterintenzionale di cui si è dichiarato colpevole nel 2017.
È stato rilasciato nel novembre 2020 dopo aver scontato tre anni.

## Filmografia

### Cinema
- Confessions of a Pit Fighter, regia di Art Camacho (2005)
- Parasomnia, regia di William Malone (2008)
- Bad Blood, regia di Conrad Janis (2012)

### Televisione
- Power Rangers Wild Force – serie TV, 40 episodi (2002)
- E.R. - Medici in prima linea (ER) – serie TV, episodio 9x13 (2003)
- CSI: Miami – serie TV, episodio 2x17 (2004)
- Power Rangers Samurai – serie TV, 24 episodi (2011-2012)